# 上海市奉贤中学

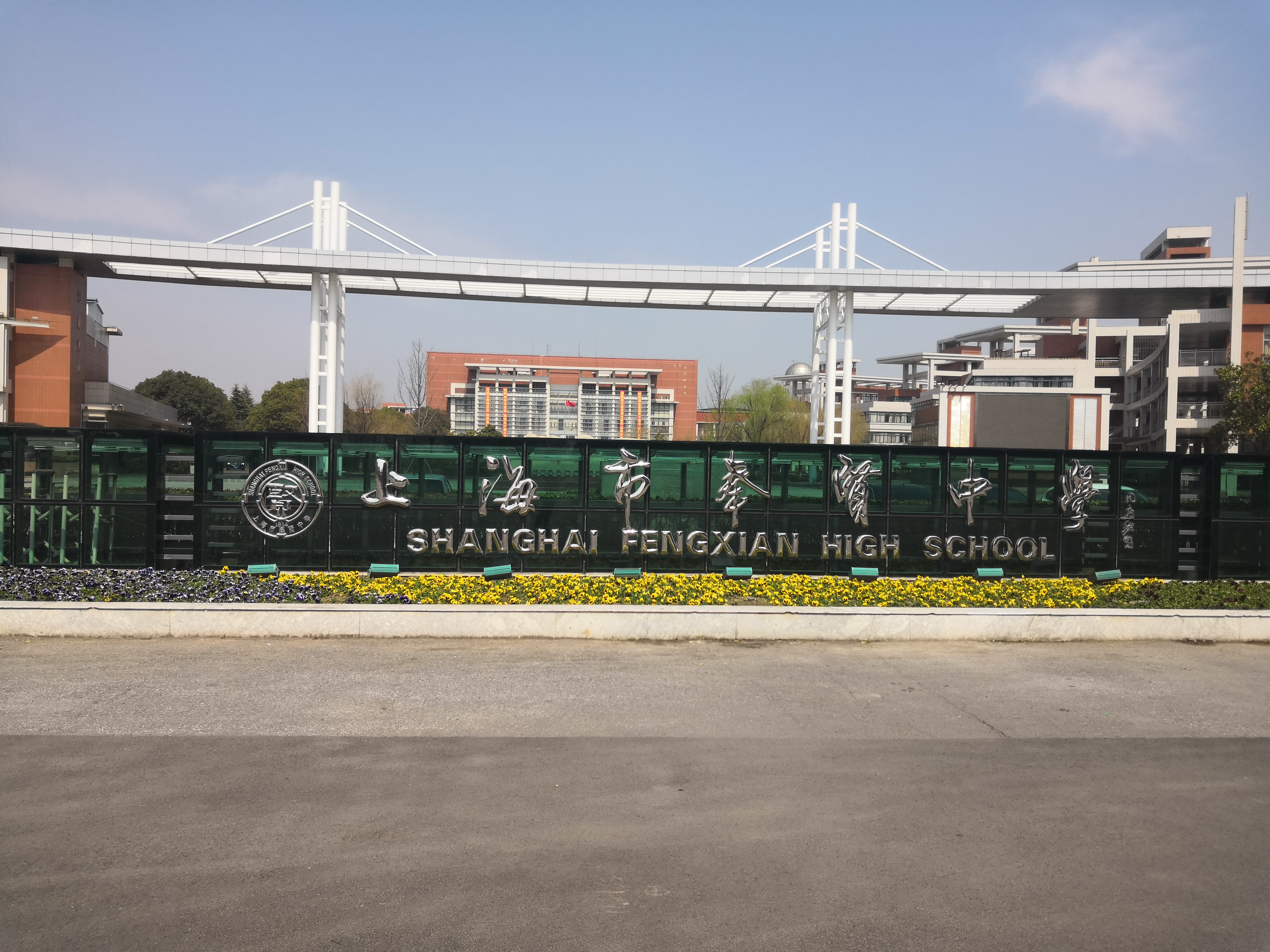
上海市奉贤中学

上海市奉贤中学位于上海市奉贤区，是一所公立高级中学。也是上海市实验性示范性高中。创办于1914年，占地314亩，建筑面积6.4万平方米。学生近2300名，学校也开办“新疆班”，招收新疆地区的特殊需求的学生。